# Eudoksja Makrembolitissa
Eudoksja Makrembolitissa (ur. 1021  – zm. 1096) – córka Jana Makrembolitosa i siostra Michała Cerulariusza. Cesarzowa Bizancjum z dynastii Dukas. 

## Życiorys
Panowała w latach 1059–1078. Panowała również samodzielnie w latach 1067–1068 (po śmierci męża Konstantyna X do drugiego małżeństwa) i w 1071. 
Żona Konstantyna X, po jego śmierci poślubiła Romana IV. 
Jej dzieci: z pierwszego małżeństwa:
- Michał VII Dukas,
- Andronik Dukas,
- Konstantyn Dukas
- Anna Dukaina,
- Teodora Dukaina,
- Zoe Dukaina, poślubiła Adriana Komnena - brata cesarza Aleksego I Komnena,

z drugiego małżeństwa:
- Nicefor Diogenes,
- Leon Diogenes.